# The Bachelors

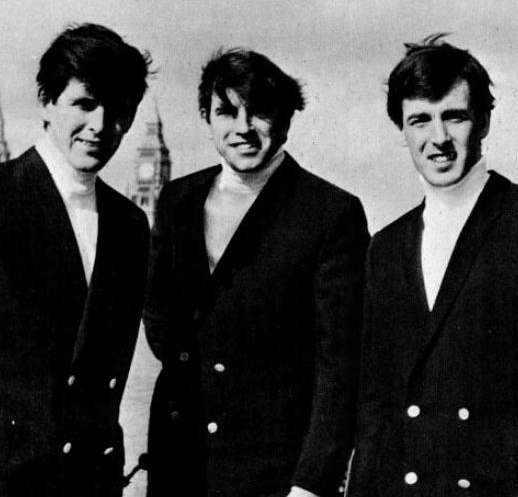
The Bachelors (Foto publiz. 1967)

The Bachelors war eine irische Gesangs-Gruppe der 1960er Jahre.

## Werdegang
Ursprünglich bereits Mitte der 1950er Jahre unter dem Namen The Harmonichords (auch The Harmony Chords) in Dublin gegründet, spielte das Trio zunächst nur traditionelle Instrumentalmusik auf Mundharmonikas. Bei einer Konzertreise durch Schottland lernten sie jemand kennen, der sie mit Dick Rowe von Decca Records bekannt machte. Nach einigen Verzögerungen nahm Rowe die drei Iren unter Vertrag und änderte ihren Namen in The Bachelors. Mit Neuaufnahmen alter Schlager hatten die drei anfangs von Shel Talmy produzierten Iren auf Anhieb Erfolg und waren von 1963 bis 1967 ständig in den internationalen Hitparaden vertreten. 1966 brachten sie eine Cover-Version des Liedes The Sounds of Silence von Simon and Garfunkel in die Hitparade des Vereinigten Königreichs und halfen damit den beiden Amerikanern bei ihrem kommerziellen Durchbruch. Der Erfolg der Bachelors ließ nach 1967 stark nach, obwohl ihre Greatest-Hits-Platten regelmäßig wieder erschienen. Bis Ende der 1970er Jahre fanden die Bachelors ihr Live-Publikum, aber nach einem Jahrzehnt ohne Hits nahm allmählich auch ihre Bekanntheit ab.

## Mitglieder
- Conleth „Con“ Cluskey (* 18. November 1941 in Dublin; † 8. April 2022)
- Declan Cluskey (* 12. Dezember 1942 in Dublin)
- John James Stokes (* 13. August 1940 in Dublin)

## Diskografie

### Alben
| Jahr | Titel                              | Höchstplatzierung, Gesamtwochen, AuszeichnungChartplatzierungen (Jahr, Titel, Platzierungen, Wochen, Auszeichnungen, Anmerkungen) | Höchstplatzierung, Gesamtwochen, AuszeichnungChartplatzierungen (Jahr, Titel, Platzierungen, Wochen, Auszeichnungen, Anmerkungen) | Anmerkungen                |
| Jahr | Titel                              | UK | US | Anmerkungen                |
| ---- | ---------------------------------- | --- | --- | -------------------------- |
| 1964 | Presenting: The Bachelors          | — | US70 (16 Wo.)US | Erstveröffentlichung: 1964 |
| 1964 | The Bachelors And 16 Great Songs   | UK2 (44 Wo.)UK | — | Erstveröffentlichung: 1964 |
| 1964 | Back Again                         | — | US142 (3 Wo.)US | Erstveröffentlichung: 1964 |
| 1965 | No Arms Can Ever Hold You          | — | US136 (4 Wo.)US | Erstveröffentlichung: 1965 |
| 1965 | Marie                              | — | US89 (6 Wo.)US | Erstveröffentlichung: 1965 |
| 1965 | More Great Hits From The Bachelors | UK15 (6 Wo.)UK | — | Erstveröffentlichung: 1964 |
| 1966 | Hits Of The Sixties                | UK12 (9 Wo.)UK | — | Erstveröffentlichung: 1966 |
| 1966 | Bachelors’ Girls                   | UK24 (8 Wo.)UK | — | Erstveröffentlichung: 1966 |
| 1967 | Golden All Time Hits               | UK19 (7 Wo.)UK | — | Erstveröffentlichung: 1967 |
| 1969 | The World Of The Bachelors         | UK8 (18 Wo.)UK | — | Erstveröffentlichung: 1969 |
| 1973 | Best Of The Bachelors              | UK— SilberUK | — | Erstveröffentlichung: 1973 |
| 1976 | Collection                         | UK— SilberUK | — | Erstveröffentlichung: 1976 |
| 1979 | 25 Golden Greats                   | UK28 Gold · (4 Wo.)UK | — | Erstveröffentlichung: 1979 |
| 2008 | I Believe – The Very Best Of       | UK7 Silber · (7 Wo.)UK | — | Erstveröffentlichung: 2008 |

### Singles
| Jahr | Titel Album                        | Höchstplatzierung, Gesamtwochen, AuszeichnungChartplatzierungen (Jahr, Titel, Album, Platzierungen, Wochen, Auszeichnungen, Anmerkungen) | Höchstplatzierung, Gesamtwochen, AuszeichnungChartplatzierungen (Jahr, Titel, Album, Platzierungen, Wochen, Auszeichnungen, Anmerkungen) | Höchstplatzierung, Gesamtwochen, AuszeichnungChartplatzierungen (Jahr, Titel, Album, Platzierungen, Wochen, Auszeichnungen, Anmerkungen) | Anmerkungen                |
| Jahr | Titel Album                        | IE | UK | US | Anmerkungen                |
| ---- | ---------------------------------- | --- | --- | --- | -------------------------- |
| 1963 | Charmaine                          | IE8 (3 Wo.)IE | UK6 (19 Wo.)UK | — | Erstveröffentlichung: 1963 |
| 1963 | Faraway Places                     | — | UK36 (3 Wo.)UK | — | Erstveröffentlichung: 1963 |
| 1963 | Whispering                         | — | UK18 (10 Wo.)UK | — | Erstveröffentlichung: 1963 |
| 1963 | Long Time Ago                      | IE9 (1 Wo.)IE | — | — | Erstveröffentlichung: 1963 |
| 1964 | Diane                              | IE2 (8 Wo.)IE | UK1 (19 Wo.)UK | US10 (13 Wo.)US | Erstveröffentlichung: 1964 |
| 1964 | I Believe                          | IE2 (10 Wo.)IE | UK2 (17 Wo.)UK | US33 (8 Wo.)US | Erstveröffentlichung: 1964 |
| 1964 | Ramona                             | IE6 (7 Wo.)IE | UK4 (13 Wo.)UK | — | Erstveröffentlichung: 1964 |
| 1964 | I Wouldn’t Trade You For The World | IE1 (10 Wo.)IE | UK4 (16 Wo.)UK | US69 (6 Wo.)US | Erstveröffentlichung: 1964 |
| 1964 | No Arms Can Ever Hold You          | IE8 (3 Wo.)IE | UK7 (12 Wo.)UK | US27 (10 Wo.)US | Erstveröffentlichung: 1965 |
| 1965 | True Love For Everymore            | — | UK34 (6 Wo.)UK | — | Erstveröffentlichung: 1965 |
| 1965 | Marie                              | — | UK9 (12 Wo.)UK | US15 (10 Wo.)US | Erstveröffentlichung: 1965 |
| 1965 | In The Chapel In The Moonlight     | — | UK27 (10 Wo.)UK | US32 (7 Wo.)US | Erstveröffentlichung: 1965 |
| 1966 | Hello, Dolly!                      | — | UK38 (4 Wo.)UK | — | Erstveröffentlichung: 1966 |
| 1966 | Sound Of Silence                   | IE9 (2 Wo.)IE | UK3 (13 Wo.)UK | — | Erstveröffentlichung: 1966 |
| 1966 | Can I Trust You?                   | — | UK26 (7 Wo.)UK | US49 (6 Wo.)US | Erstveröffentlichung: 1966 |
| 1966 | Love Me With All Of Your Heart     | — | — | US38 (6 Wo.)US | Erstveröffentlichung: 1966 |
| 1966 | Walk With Faith In Your Heart      | — | UK21 (9 Wo.)UK | US83 (3 Wo.)US | Erstveröffentlichung: 1966 |
| 1967 | Oh How I Miss You                  | — | UK30 (8 Wo.)UK | — | Erstveröffentlichung: 1967 |
| 1967 | Marta                              | — | UK20 (9 Wo.)UK | — | Erstveröffentlichung: 1967 |